# Au Pair (filmserie)
Au Pair är en TV-film-trilogi regisserad av Mark Griffiths och släppt av Saban Entertainment, men sedan återutgiven av ABC Family.

## Filmer i serien
| Titel                            | Årtal |
| -------------------------------- | ----- |
| Au Pair                          | 1999  |
| Au Pair II                       | 2001  |
| Au Pair 3: Adventure in Paradise | 2009  |

### Fotnoter
1. ↑  ”'Au Pair 3': It's time to call it quits” (på engelska). Entertainment Weekly. 16 mars 2009. http://www.ew.com/article/2009/03/16/au-pair-3. Läst 18 september 2016.